# Claudia van Thiel
Claudia van Thiel (Wijchen, 22 december 1977) is een Nederlands voormalig volleybalspeelster. Ze vertegenwoordigde Nederland in 1996 op de Olympische Spelen.
Van Thiel begon op elfjarige leeftijd bij de lokale club Trivos met volleybal en speelde later lange tijd voor VVC Vught waarna ze in België en Italië speelde. Een slepende schouderblessure dwong Van Thiel haar internationale loopbaan te beëindigen.
Cintha Boersma · Erna Brinkman · Riëtte Fledderus · Jerine Fleurke · Marjolein de Jong · Saskia Kooijmans-van Hintum · Marrit Leenstra · Elles Leferink · Irena Machovcak · Claudia van Thiel · Ingrid Visser · Henriëtte Weersing